# Frits Soetekouw
Frits Soetekouw (Amszterdam, 1938. június 16. – 2019. május 3.) válogatott holland labdarúgó, hátvéd.

## Pályafutása

### Klubcsapatban
1961 és 1963 között a Volewijckers, 1963–64-ben a Heracles, 1964 és 1967 között az Ajax labdarúgója volt. Az Ajax-szal két bajnoki címet és egy holland kupagyőzelmet ért el. 1967–68-ban a PSV Eindhoven, 1968 és 1971 között a DWS csapatában szerepelt.

### A válogatottban
1962-ben egy mérkőzésen szerepelt a holland válogatottban.

## Sikerei, díjai
Ajax
- Holland bajnokság
  - bajnok (2): 1965–66, 1966–67
- Holland kupa (KNVB)
  - győztes: 1967

## Statisztika

### Mérkőzése a holland válogatottban
| Hollandia | Hollandia         | Hollandia                | Hollandia | Hollandia | Hollandia | Hollandia  | Hollandia | Hollandia |
| #         | Dátum             | Helyszín                 | Hazai     | Eredmény  | Vendég    | Kiírás     | Gólok     | Esemény   |
| --------- | ----------------- | ------------------------ | --------- | --------- | --------- | ---------- | --------- | --------- |
| 1.        | 1962. október 14. | Antwerpen, Bosuilstadion | Belgium   | 2 – 0     | Hollandia | barátságos | -         |           |
|           | Összesen          |                          |           | 1         | mérkőzés  |            | 0         | gól       |